# Maxime de Cromot du Bourg
Pour les autres membres de la famille, voir Famille Cromot.

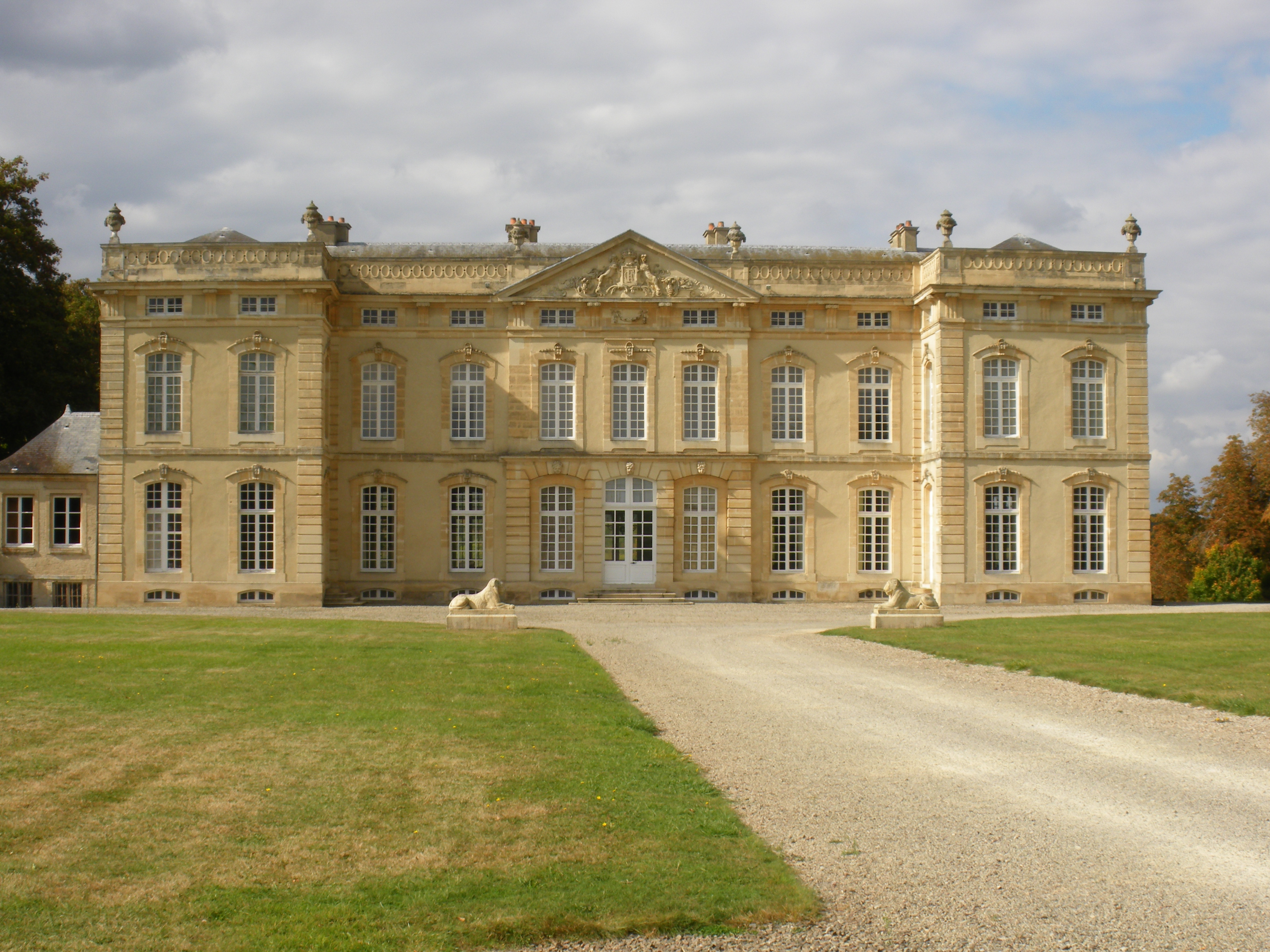
Château du Bourg-Saint-Léonard

Marie François Joseph Maxime Cromot du Bourg, né le 28 avril 1756 à Versailles et mort le 26 avril 1836 au château du Bourg-Saint-Léonard dans l'Orne, est un militaire français.

## Biographie

### Carrière
Maxime de Cromot s'engage en 1768 dans le régiment de dragons commandé par le duc de Liancourt. Créé en 1674, ce régiment s'appellera tout d'abord La Rochefoucauld. Maxime atteint le grade de second lieutenant en 1770. En 1774, il reçoit une compagnie.
Du 26 mars au 18 novembre 1781, il part pour la guerre d'indépendance des États-Unis et est l'un des aides de camp du général Rochambeau et laissera un témoignage épistolaire,. Il participa notamment au siège de Yorktown. Pour ses faits d'armes, il est fait chevalier de Saint-Louis et décoré de l'ordre de Cincinnatus en 1786. Cromot sert comme aide de camp du général de Vioménil. À la paix retrouvée, il rentre en France et est placé dans l'état-major de M. d'Aguesseau[Qui ?]. Cromot est nommé major général en 1784 puis lieutenant-colonel en 1788. Le 18 octobre 1790, il quitte son régiment et rejoint l'armée des émigrés à Coblence et sert comme aide de camp du comte de Provence de 1792 à 1796, aux côtés de Williamson. Il y retrouve son cousin, François-Louis de Saillans, héros de la contre-révolution du camp de Jalès. Louis XVIII nommera en 1815 Cromot maréchal de camp honoraire.
À la mort de son père en 1786, il aura été gouverneur du château de Brunoy,.
Il décède le 26 avril 1836 au château du Bourg-Saint-Léonard à l'âge de 79 ans.

### Famille
Maxime de Cromot du Bourg est le fils de Jules-David Cromot du Bourg (1725-1786) marié à Rose Joseph Sophie de Baudon (1729-1820) en août 1751.
Son frère puiné David (1760-1845) est magistrat.
Maxime épouse le 18 décembre 1776 à Paris Sophie de Barral. Ils ont trois filles Sophie Antoinette (1777-1861), Jeanne Rose (1780-?) et Fortunée Henriette (1784-?).
Sa part d'héritage lui attribue le château familial,.